# Gerres phaiya
Gerres phaiya är en fiskart som beskrevs av Iwatsuki och Phillip C. Heemstra 2001. Gerres phaiya ingår i släktet Gerres och familjen Gerreidae. Inga underarter finns listade i Catalogue of Life.